# Justizzentrum Halle

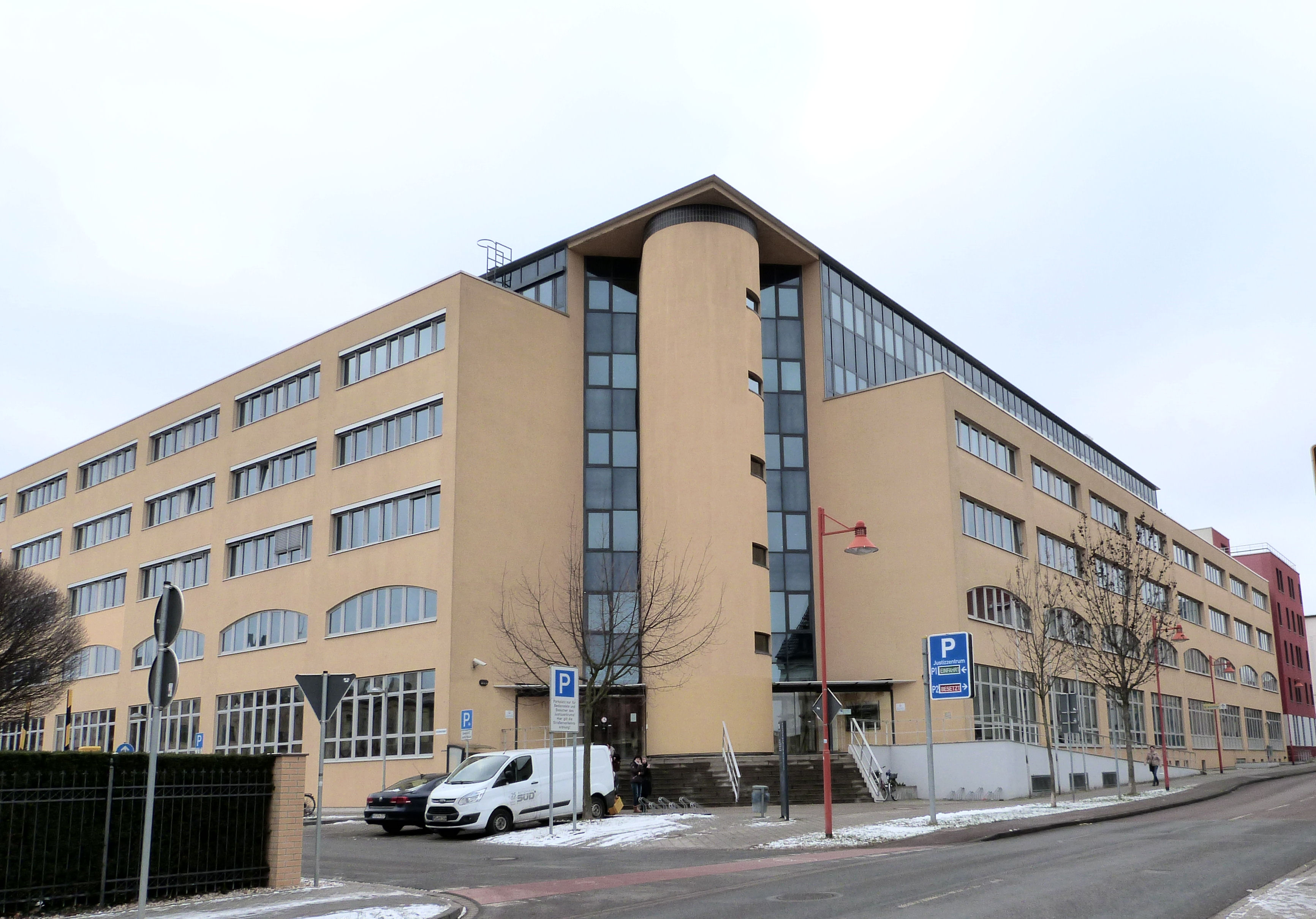
Haupteingang zum Justizzentrum Halle in der Thüringer Straße

Im Justizzentrum Halle an der Thüringer Straße in Halle (Saale) sind das Landesarbeitsgericht Sachsen-Anhalt, das Landessozialgericht Sachsen-Anhalt, das Arbeitsgericht Halle, das Sozialgericht Halle, das Verwaltungsgericht Halle, die Staatsanwaltschaft Halle und das Amtsgericht Halle (Saale) untergebracht. Insgesamt sind hier 800 Menschen beschäftigt.
Das fünfgeschossige Gebäude mit Flachdach auf dem ehemaligen Gelände des VEB Karosseriewerke Halle wurde 1997 bis 1999 errichtet und 1998 bezogen. Der Entwurf stammt von büro-f Robert Fetzer, Architekt BDA in Stuttgart, in Zusammenarbeit mit der Innenarchitektin Barbara Moser und der Designerin Annett Steinle. Das Justizzentrum Halle ist das erste seiner Art in Sachsen-Anhalt. Es gehört zu den modernsten Gerichtsgebäuden in der Bundesrepublik. Das Gebäude besitzt etwa 34.000 m² und ist behindertengerecht. Im Innenhof befindet sich ein Bereich für höhere Sicherheitsanforderungen. Insgesamt gibt es 25 Verhandlungssäle.
Im Juli 2012 wurde CMde mit dem Objektmanagement und der Verwaltung für das Justizzentrum beauftragt.